# Adrian Constantin
Adrian Constantin (22 de abril de 1970, Timisoara (Rumanía)) es un matemático rumano-austríaco. Es catedrático en la Universidad de Viena y realiza investigaciones en el campo de las ecuaciones diferenciales parciales no lineales, mecánica de fluidos, oceanografía e investigación atmosférica.

## Formación académica
Asistió a una escuela de idioma alemán en Rumania. Después de graduarse de la escuela secundaria, estudió matemáticas en la Universidad de Niza Sophia-Antipolis y se graduó en 1992. Recibió su doctorado en el Instituto Courant de la Universidad de Nueva York en 1996 con la tesis The Periodic Problem for the Camassa-Holm Equation, bajo la supervisión de Henry P. McKean, Jr. y Peter Lax. Tras una estancia de investigación en la Universidad de Basilea, se habilitó en 1999 en la Universidad de Zúrich.

## Trayectoria profesional

### Docencia
Después de un breve período como profesor en la Universidad de Newcastle upon Tyne en Inglaterra, se convirtió en profesor en la Universidad de Lund en 2000. Entre 2004 y 2008 fue titular de la Cátedra Erasmus Smith (1762) de Matemáticas en el Trinity College de Dublín.
Desde septiembre de 2008, es catedrático de ecuaciones diferenciales parciales en la Universidad de Viena.
Entre 2011 y 2014 ocupó la Cátedra Profesoral de Análisis en el King's College de Londres.
En 2012 fue Ponente Plenario en el 6º Congreso Europeo de Matemáticas (ECM) en Cracovia

### Investigación
Su investigación se centra en ecuaciones diferenciales parciales no lineales y desarrolla un modelo matemático de las corrientes y las olas en la atmósfera y en los océanos, de gran utilidad en el estudio de fenómenos como El Niño, los tsunamis o el Morning Glory.
Para sus estudios, ha de tener en cuenta factores como el hecho de que la superficie de la tierra es curva, la importancia de la fuerza de Coriolis o si una corriente de aire se produce sobre el mar o sobre tierra. En el caso de El Niño, según la teoría de Constantin, la corriente profunda del Pacífico juega un papel decisivo, al encontrarse capas de agua de diferentes temperaturas.
Desde 2016, él y su equipo han estado involucrados como directores de proyecto en la Universidad de Viena en un proyecto de investigación interdisciplinario financiado por el Fondo de Ciencia, Investigación y Tecnología de Viena sobre las interacciones de las ondas superficiales, las ondas internas y las corrientes en el ecuador. Las investigaciones unen aspectos matemáticos, físicos y de ingeniería. Los datos recopilados y puestos a disposición por los socios de la Universidad de Stanford se examinan en Viena.

## Reconocimientos y premios
- 1994: Premio "Benedetto Sciarra" de la Scuola Normale Superiore di Pisa, Italia[15]
- 2005: Premio Göran Gustafsson de la Real Academia Sueca de Ciencias[1][5]
- 2007: Premio de Investigación Friedrich Wilhelm Bessel de la Fundación Alexander von Humboldt[1][5]
- 2008: Premio "Fluid Dynamics Research" de la Sociedad Japonesa de Mecánica de Fluidos[15]
- 2010: Subvención avanzada del Consejo Europeo de Investigación (ERC)[1][16]
- 2020: Premio Wittgenstein del Fondo de Ciencias de Austria, considerado el "Premio Nobel Austriaco"[1][11][13][17][18][19]
- 2022: Ciudadano de honor de la ciudad de Timisoara[20]

## Membresía
- 2001: Miembro de la Royal Physiographical Society de Suecia[15]
- 2005: Miembro electo del Trinity College de Dublín, Irlanda[15]
- 2011: Miembro del consejo científico del Erwin Schrödinger International Institute for Mathematical Physics en Viena, Austria[15]
- 2022: Miembro de la Sección de Matemáticas de la Academia Alemana de las Ciencias Naturales Leopoldina[3]
- 2022: Miembro correspondiente de la Academia de Ciencias de Austria[21]

## Publicaciones seleccionadas

### Artículos
- Constantin, Adrian; Escher, Joachim (1998). «Wave breaking for nonlinear nonlocal shallow water equations». Acta Math. 181 (2): 229-243. doi:10.1007/BF02392586.
- Constantin, Adrian; McKean, Henry P. (1999). «A shallow water equation on the circle». Commun. Pure Appl. Math. 52 (8): 949-982. doi:10.1002/(SICI)1097-0312(199908)52:8<949::AID-CPA3>3.0.CO;2-D.
- Constantin, Adrian; Strauss, Walter A. (2000). «Stability of peakons». Comm. Pure Appl. Math. 53 (5): 603-610. doi:10.1002/(SICI)1097-0312(200005)53:5<603::AID-CPA3>3.0.CO;2-L.
- Constantin, Adrian; Escher, Joachim (2000). «On the blow-up rate and the blow-up set of breaking waves for a shallow water equation». Math. Z. 233 (1): 75-91. doi:10.1007/PL00004793.
- Constantin, Adrian (2000). «Existence of permanent and breaking waves for a shallow water equation: a geometric approach». Annales de l'Institut Fourier 50 (2): 321-362. doi:10.5802/aif.1757.
- Constantin, Adrian (2001). «On the scattering problem for the Camassa–Holm equation». R. Soc. Lond. Proc. Ser. A Math. Phys. Eng. Sci. 457 (2008): 953-970. Bibcode:2001RSPSA.457..953C. doi:10.1098/rspa.2000.0701.
- Constantin, Adrian; Strauss, Walter A. (2002). «Stability of the Camassa–Holm solitons». J. Nonlinear Sci. 12 (4): 415-422. Bibcode:2002JNS....12..415C. doi:10.1007/s00332-002-0517-x.
- Constantin, Adrian; Gerdjikov, Vladimir S.; Ivanov, Rossen I. (2006). «Inverse scattering transform for the Camassa–Holm equation». Inverse Problems 22 (6): 2197-2207. Bibcode:2006InvPr..22.2197C. arXiv:nlin/0603019. doi:10.1088/0266-5611/22/6/017.
- Constantin, Adrian (diciembre de 2006). The trajectories of particles in Stokes waves 166 (3). Invent Math. pp. 523-535.[8]
- Bressan, Alberto; Constantin, Adrian (2007). «Global conservative solutions of the Camassa–Holm equation». Arch. Ration. Mech. Anal. 18 (2): 215-239. Bibcode:2007ArRMA.183..215B. doi:10.1007/s00205-006-0010-z.
- Bressan, Alberto; Constantin, Adrian (2007). «Global dissipative solutions of the Camassa–Holm equation». Anal. Appl. 5: 1-27. doi:10.1142/S0219530507000857.
- Constantin, Adrian; Lannes, David (2007). «The hydrodynamical relevance of the Camassa–Holm and Degasperis–Procesi equations». Archive for Rational Mechanics and Analysis 192 (1): 165-186. Bibcode:2009ArRMA.192..165C. arXiv:0709.0905. doi:10.1007/s00205-008-0128-2.

### Libros
- Ondas de agua no lineales con aplicaciones a interacciones de onda-corriente y tsunamis, SIAM - Sociedad de Matemáticas Industriales y Aplicadas 2011, ISBN 978-1611971866.